# Росалес (муниципалитет)
Росалес (исп. Rosales) — муниципалитет в Мексике, штат Чиуауа с административным центром в городке Санта-Крус-де-Росалес. Численность населения, по данным переписи 2010 года, составила 16 785 человек.

## Общие сведения
Название Rosales дано в честь борца за независимость Мексики Виктора Росалеса.
Площадь муниципалитета равна 1927 км², что составляет 0,78 % от общей площади штата, а наивысшая точка — 1411 метров, расположена в поселении Агуа-Нуэва.
Он граничит с другими муниципалитетами штата Чиуауа: на севере с Альдамой, на востоке с Хулимесом, Меоки, Делисьясом и Саусильо, на юге с Сатево, на западе с Чиуауа и Акилес-Серданом.

## Учреждение и состав
Муниципалитет был образован в 1820 году, в его состав входит 261 населённый пункт, самые крупные из которых:
| Код INEGI | Населённый пункт                                                                         | Численность населения (2005 год) | Численность населения (2010 год) |
| --------- | ---------------------------------------------------------------------------------------- | -------------------------------- | -------------------------------- |
| 055       | Всего                                                                                    | 15935                            | 16785                            |
| 0001      | Санта-Крус-де-Росалес (исп. Santa Cruz de Rosales) 28°11′13″ с. ш. 105°33′16″ з. д.      | 5377                             | 5570                             |
| 0011      | Конгрегасьон-Ортис (исп. Congregación Ortíz) 28°15′14″ с. ш. 105°31′09″ з. д.            | 2543                             | 2620                             |
| 0009      | Эль-Молино (исп. El Molino) 28°09′58″ с. ш. 105°32′21″ з. д.                             | 2007                             | 2191                             |
| 0008      | Километро-Новентинуэво (исп. Kilómetro Noventa y Nueve) 28°07′37″ с. ш. 105°34′48″ з. д. | 944                              | 1092                             |
| 0070      | Экс-асьенда-Делисьяс (исп. Ex-hacienda Delicias) 28°11′10″ с. ш. 105°31′44″ з. д.        | 740                              | 774                              |
| 0003      | Барранко-Бланко (исп. Barranco Blanco) 28°26′17″ с. ш. 105°36′42″ з. д.                  | 737                              | 748                              |

## Экономика
По статистическим данным 2000 года, работоспособное население занято по секторам экономики в следующих пропорциях: сельское хозяйство, скотоводство и рыбная ловля — 27,9 %, промышленность и строительство — 42,6 %, сфера обслуживания и туризма — 27,2 %, прочее — 2,3 %.

## Инфраструктура
По статистическим данным 2010 года, инфраструктура развита следующим образом:
- электрификация: 98,2 %;
- водоснабжение: 98,4 %;
- водоотведение: 95,7 %.